# Det norske kongehus
Det norske kongehus er en konstitutionel og historisk institution i Norge, hvor rollen som Norges statsoverhoved indehaves af en monark, og hvor rollen som statsoverhoved går i arv inden for den kongelige familie. Monarkens rolle og opgaver er fastlagt i Norges grundlov samt de konstitutionelle sædvaner, der har udviklet sig gennem tiden.
Den nuværende monark er kong Harald 5., der har været Norges konge siden 17. januar 1991.

## Historie
Det norske kongehus genopstod i 1905, da Norge igen blev en selvstændig stat, og den danske prins Carl blev norsk konge under navnet Haakon VII. Under Tysklands besættelse af Norge 1940-1945 levede det norske kongehus i eksil i Storbritannien. Haakon VII døde 1957 og blev efterfulgt af sønnen Olav V. Denne efterfulgtes ved sin død 1991 af Harald V, som i dag er Norges konge. 

## Arveret
I 1905 blev det bestemt, at de mandlige efterkommere af kong Haakon VII havde arveret til tronen. Fra 1990 har kronprins Harald (den nuværende kong Harald V) og alle hans mandlige og kvindelige efterkommere arveret til den norske trone. Stedbørn har ingen arveret til tronen. Arveret kan heller ikke erhverves ved ægteskab.
Haakon VII var søn af Louise af Sverige-Norge (eneste overlevende barn af kong Karl 15. af Sverige og Norge) og kong Frederik 8. af Danmark. Derfor havde kong Haakon VII, hans søn og sønnesøn (de senere konger Olav V og Harald V) også arveret til den danske trone. De mistede deres danske arveret, da Danmark fik en ny tronfølgelov i 1953. 
Dronning Maud var datter af kong Edward 7. af Storbritannien og hans dansk fødte gemalinde dronning Alexandra. Derfor har de fleste af dronning Mauds efterkommere (fødte medlemmer af kongefamilien eller kongeslægten) en teoretisk arveret til den britiske trone. Katolikker og børn født udenfor ægteskab har ikke arveret til den britiske trone.

## Titler og prædikater

### Prinser og prinsesser
Kongens gemalinde er dronning. Kronprinsens gemalinde er kronprinsesse. Der tildeles ikke titler til andre, der gifter sig med medlemmer af det norske kongehus eller den norske kongefamilie. 
Kongeparrets børn er prinser og prinsesser. Det samme gælder for kronprinseparrets børn. Døtre af tidligere konger er prinsesser. 

### Prædikater
Kongens prædikat er 'Hans majestæt', og dronningens prædikat er 'Hendes majestæt'. Kronprinseparret og deres ældste datter (prinsesse Ingrid Alexandra, født 2004) er 'kongelige højheder'. 

#### Fødte før 1990
Før 1990 fik børn af kronprinser tildelt prædikat som 'kongelige højhed'. 
Haakon Magnus (født 1973) er stadig kongelig højhed, mens Harald (født 1937) var kongelig højhed, indtil kan blev konge i 1991.
Prinsesse Ragnhild (født 1930), datter af det daværende kronprinsepar, var kongelig højhed, indtil hun udtrådte af kongehuset, da hun giftede sig i 1953. Prinsesse Astrid (født 1932), datter af den daværende konge, udtrådte ligeledes af kongehuset, da hun giftede sig i 1961. Prinsesse Märtha Louise (født 1971), datter af det nuværende kongepar udtrådte af kongehuset, da hun blev selvstændig erhvervsdrivende den 1. februar 2002. I forbindelse med deres udtræden af kongehuset har disse tre prinsesser givet afkald på deres prædikat i Norge. I udlandet kan man dog bruge høflighedsformen 'Deres højhed'.

#### Fødte efter 1990
Det nuværende kronprinsepars ældste barn (prinsesse Ingrid Alexandra, født 2004) er 'kongelig højhed'. 
Kronprinseparrets søn (prins Sverre Magnus, født 2005) har arveret til den norske trone efter sin ældre søster, mens han har arveret til den britiske trone før sin søster. Han har intet prædikat i Norge. I udlandet kan han tiltales 'Deres højhed' prins Sverre Magnus af Norge. 
Det nuværende kongepars datterdøtre (fødte i 2003, 2005 og 2008) har arveret til de norske og britiske troner. De har ingen titel og intet prædikat, hverken i Norge eller i udlandet. 

## Det kongelige hus
Det norske kongehus består af:
- Kong Harald 5. af Norge
- Dronning Sonja af Norge
  - Kronprins Haakon Magnus af Norge
  - Kronprinsesse Mette-Marit af Norge
    - Prinsesse Ingrid Alexandra af Norge (kronprinseparrets datter)

Medlemmerne af kongehuset er majestæter eller kongelige højheder. Deres fødselsdage er officielle flagdage og der saluteres fra det norske forsvars anlæg.

## Den kongelige familie og kongeslægten
Den norske kongefamilie består af kongehusets medlemmer og desuden af kronprinsessens sønner, af kongens datter og hendes familie samt af kongens søstre og deres mænd.
Kongeslægten består af alle, der nedstammer fra kong Olav V og kronprinsesse Märtha. Det er kongefamilien samt prinsesse Ragnhilds og prinsesse Astrids efterkommere.

### Kong Haralds familie
- Hans Majestæt kong Harald V til Norge (født med norsk, dansk og britisk arveret, mistede sin danske arveret i 1953)
- Hendes Majestæt dronning Sonja af Norge (kongens gemalinde)
  - Hans Kongelige Højhed kronprins Haakon Magnus til Norge (kongens søn) (født med norsk og britisk arveret)
  - Hendes Kongelige Højhed kronprinsesse Mette-Marit af Norge (kronprinsens gemalinde)
    - Hendes Kongelige Højhed prinsesse Ingrid Alexandra til Norge (kronprinseparrets datter) (født med norsk og britisk arveret)
    - Prins Sverre Magnus af Norge (kronprinseparrets fælles søn), (født med norsk og britisk arveret, hans højhed i udlandet, intet prædikat i Norge).
    - Marius Borg Høiby (kronprinsessens søn fra et tidligere forhold)

  - Prinsesse Märtha Louise af Norge (kronprinsens søster, kongens datter) (født med britisk arveret, norsk arveret fra 1990, kongelig højhed til 2002, derefter hendes højhed i udlandet, intet prædikat i Norge, fra 2005 er hendes fødselsdag ikke længere flagdag).
  - Durek Verrett (Märtha Louises mand)
  - Ari Behn (Märtha Louises mand) (født i den danske by Århus, men har altid været norsk statsborger) (Død 2019) 
    - Maud Angelica Behn (datter af Märtha Louise og Ari) (født med norsk og britisk arveret, ingen titel)
    - Leah Isadora Behn (datter af Märtha Louise og Ari)) (født med norsk og britisk arveret, ingen titel)
    - Emma Tallulah Behn (datter af Märtha Louise og Ari)) (født med norsk og britisk arveret, ingen titel)

### Kongens ældste søster og hendes mand
Ægteparret Lorentzen tilhører kongefamilien.
- Prinsesse Ragnhild fru Lorentzen (1930-2012) (kong Haralds søster) (britisk arveret, kongelig højhed til 1953, derefter hendes højhed i udlandet, intet prædikat i Norge).
- Erling Sven Lorentzen (1923-2021) (prinsesse Ragnhilds mand)

### Kongeslægten. Prinsesse Ragnhilds efterkommere
- Prinsesse Ragnhild fru Lorentzen (1930-2012)
  - Haakon Lorentzen (født 23. august 1954) (prinsesse Ragnhilds søn) (katolsk gift, ingen titel)
  - Martha Carvalho de Freitas Lorentzen (Håkon Lorentzens brasilianske hustru)
    - Olav Lorentzen (f. 1985) (søn af Håkon Lorentzen) (britisk arveret, ingen titel)
    - Christian Lorentzen (f. 1988) (søn af Håkon Lorentzen) (britisk arveret, ingen titel)
    - Sophia Lorentzen (f. 1994) (datter af Håkon Lorentzen) (britisk arveret, ingen titel)

  - Ingeborg Lorentzen Ribeiro (født 27. februar 1957) (datter af prinsesse Ragnhild) (katolsk gift, ingen titel)
  - Paulo César Ribeiro Filho (Ingeborg Lorentzens brasilianske mand) 
    - Victoria Ribeiro (f. 1988) (datter af Ingeborg Ribeiro) (britisk arveret, ingen titel)

  - Ragnhild Lorentzen Long (født 8. maj 1968) (datter af prinsesse Ragnhild) (katolsk gift, ingen titel)
  - Aaron Matthew Long (Ragnhild Lorentzens irsk-amerikanske mand)
    - Alexandra Long (f. 2007) (datter af Ragnhild Lorentzen Long) (katolik, ingen titel)

### Kongens næstældste søster og hendes mand
Ægteparret Ferner tilhører kongefamilien.
- Prinsesse Astrid, fru Ferner (født 1932) (kong Haralds søster) (britisk arveret, kongelig højhed til 1961, derefter hendes højhed i udlandet, intet prædikat i Norge).
- Johan Martin Ferner (1927–2015) (prinsesse Astrids mand)

### Kongeslægten. Prinsesse Astrids efterkommere
- Prinsesse Astrid, fru Ferner 
  - Cathrine Ferner Johansen (f. 1962) (datter af prinsesse Astrid) (britisk arveret, ingen titel)
  - Arild Johansen (Cathrine Ferners mand)
    - Sebastian Ferner Johansen (f. 1990) (søn af Cathrine Ferner Johansen) (britisk arveret, ingen titel)
    - Madeleine Ferner Johansen (f. 1993) (datter af Cathrine Ferner Johansen) (britisk arveret, ingen titel)

  - Benedikte Ferner (f. 1963) (datter af prinsesse Astrid, gift to gange, ingen børn) (britisk arveret, ingen titel)
  - Alexander Ferner (f. 1965) (søn af prinsesse Astrid) (britisk arveret, ingen titel)
  - Margrét Gudmundsdóttir (Alexander Ferners islandske hustru)
    - Edward Ferner (født 28. marts 1996) (søn af Alexander Ferner) (født næsten fire måneder før hans forældre giftede sig 27. juli 1996, ingen titel)
    - Stella Ferner (f. 1998) (datter af Alexander Ferner) (britisk arveret, ingen titel)

  - Elisabeth Ferner Beckman (f. 1969) (datter af prinsesse Astrid) (britisk arveret, ingen titel)
  - Tom Folke Beckman (Elisabeth Ferners tidligere mand) 
    - Benjamin Ferner Beckman (f. 1999) (søn af Elisabeth Ferner Beckman) (britisk arveret, ingen titel)

  - Carl-Christian Ferner (f. 1972) (søn af prinsesse Astrid) (britisk arveret, ingen titel)

Der er kun oplyst nationalitet på ægtefæller, der ikke er fødte i Norge.

## Norske førstedamer
Fra 1938 til 1991 havde Norge ingen dronning. I denne periode blev kongehuset repræsenteret af kronprinsessen eller af prinsesse Astrid. (I det meste af tiden siden 1953 har Prinsesse Ragnhild boet i Brasilien). 
- 1905-1938: Dronning Maud af Norge
- 1938-1954: Kronprinsesse Märtha af Norge
- 1954-1968: Prinsesse Astrid, fru Ferner (i 2002 bevilgede staten hende en ærespension for at «vise sin anerkjennelse for den innsatsen Prinsesse Astrid, fru Ferner, har gjort for Norge». I 2005 varetog hun repræsentative opgaver under kong Haralds sygefravær.)
- 1968-nu: Sonja af Norge, kronprinsesse til 1991, derefter dronning.

### Dronninger i 1800-tallet
- marts 1808-januar 1814: Marie Sophie Frederikke, dansk-norsk dronning 1808-1814, dansk dronning 1814-1839, enkedronning 1839-1852, moster og ’’plejemor’’ til den senere kong Christian 9. af Danmark (bedstefar til kong Haakon 7. og dronning Maud).
- november 1814-februar 1818: Hedvig Elisabeth Charlotta, svensk dronning 1809-1818, norsk dronning 1814-1818, enkedronning februar-juni 1818.
- februar 1818-marts 1844: Desideria, dronning af Norge og Sverige 1818-1844, enkedronning 1844-1860.
- marts 1844-juli 1859: Josefine, dronning af Norge og Sverige 1844-1859, enkedronning 1859-1876.
- juli 1859-marts 1871: Louise, dronning af Norge og Sverige 1859-1871, mormor til kong Haakon 7 og oldemor til både kronprinsesse Märtha af Norge og kong Olav 5.
- september 1872-juni 1905: Sophie, dronning af Norge og Sverige 1872-1905, dronning af Sverige 1905-1907, enkedronning 1907-1913, farmor til kronprinsesse Märtha af Norge.

I januar-november 1814 havde Norge ingen dronning. Kong Kristian Frederik blev skilt fra prinsesse Charlotte Frederikke af Mecklenburg-Schwerin (mor til Frederik 7.) i 1810. 
I 1815 giftede Kristian Frederik sig med Caroline Amalie af Augustenborg (dansk dronning 1839-1848).

## Kongehuset i 1938
Den 1. januar 1938 havde det norske kongehus syv medlemmer: 
- Hans Majestæt kongen til Norge (1872-1905: HKH prins Carl af Danmark, 1905-1957: HM kong Haakon 7. til Norge).
- Hendes Majestæt dronningen af Norge (1869-1896: HKH prinsesse Maud af Wales, 1896-1905: HKH prinsesse Maud af Danmark, (i England også HRH Princess Carl of Denmark), 1905-1938: HM dronning Maud). 
  - Hans Kongelige Højhed kronprinsen til Norge (1903-1905: HH prins Alexander af Danmark, 1905-1957: HKH kronprins Olav til Norge, 1957-1991: HM kong Olav 5. til Norge).
  - Hendes Kongelige Højhed kronprinsessen af Norge (1901-1905: KHK prinsesse Märtha af Norge og Sverige, 1905-1929: HKH Märtha, Sveriges prinsesse, 1929-1954: HKH kronprinsesse Märtha af Norge). 
    - Hendes Kongelige Højhed prinsesse Ragnhild af Norge (fra 1953: Prinsesse Ragnhild fru Lorentzen).
    - Hendes Kongelige Højhed prinsesse Astrid af Norge (fra 1961: Prinsesse Astrid, fru Ferner).
    - Hans Kongelige Højhed prins Harald til Norge (1957-1991: HKH kronprins Harald til Norge, fra 1991: HM kong Harald 5. til Norge).